# Uppland
Uppland – kraina historyczna Szwecji będąca częścią kraju Svealand i leżąca we wschodniej Szwecji. Uppland graniczy od połudna z Södermanland, od zachodu z Västmanland, od północnego zachodu z Gästrikland oraz od wschodu z Morzem Bałtyckim. Na jego terenie znajduje się 150 000 widocznych zabytków z czasów przedhistorycznych.

## Historia
Najwcześniejsza wzmianka o Upplandzie pochodzi z 1296 kiedy podano, że kraina ta obejmuje Folklandy (tj. Fjärdhundraland, Attundaland, Tiundaland i Roslagen).
Stolica Szwecji, Sztokholm, znalazła się na terenie dwóch krain – południowa część miasta znalazła się w Södermanland, północna zaś właśnie w Uppland.

## Uppland a regiony
Krainy historyczne nie grają obecnie żadnej roli administracyjnej w Szwecji. Rolę tę pełnią regiony (szw. län). Historyczny Uppland rozpościera się na terenie trzech regionów: Uppsala, który zajmuje centralną część krainy, Sztokholm, który zajmuje jedną trzecią terytorium na południu krainy oraz Västmanland, który zajmuje jedną czwartą terytorium na zachodzie.

### Ludność
Uppland liczy 1 524 578 mieszkańców (dane na 31 grudnia 2013). Rozkład populacji w regionach wygląda następująco:
| Region                        | Liczba mieszkańców |
| ----------------------------- | ------------------ |
| Sztokholm (region), częściowo | 1 179 310          |
| Uppsala (region), w całości   | 344 180            |
| Västmanland, obrzeża          | 1 088              |

## Geografia

### Miasta
- Enköping (ok. 1300)
- Lidingö (1926)
- Norrtälje (1622)
- Sigtuna (ok. 990)
- Solna (1943)
- Sztokholm (1252)
- Sundbyberg (1927)
- Uppsala (1286)
- Vaxholm (1652)
- Öregrund (1491)
- Östhammar (ok. 1300)

### Jeziora
- Erken
- Melar
- Tämnaren
- Vendelsjön

### Rzeki
- Tämnarån
- Olandsån
- Norrtäljeån
- Fyrisån
- Stockholms ström

### Fakty
- Najwyższe wzniesienie: Upplandsberget (Tallmossen) - 117,56 metrów n.p.m., w gminie Heby[2]
- Największe jezioro: Melar
- Archipelag: Roslagen
- Parki narodowe: Ängsö, Färnebofjärden

## Kultura
Uppsala jest siedzibą arcybiskupa Kościoła Szwecji. Stanowisko archeologiczne w Birka oraz zamek Drottningholm należą do światowego dziedzictwa UNESCO.